# Jean-Paul Couchoud
Jean-Paul Couchoud est un historien et musicologue, enseignant et responsable culturel français.
Il a exercé diverses fonctions dans le réseau culturel français dans le monde, notamment en qualité de :
- secrétaire général de l'Alliance française au Brésil[1] au début des années 1960,
- directeur de l'Institut français de Varsovie en Pologne[2] dans les années 1970.